# Golfito
Koordinaten: 8° 38′ N, 83° 10′ W

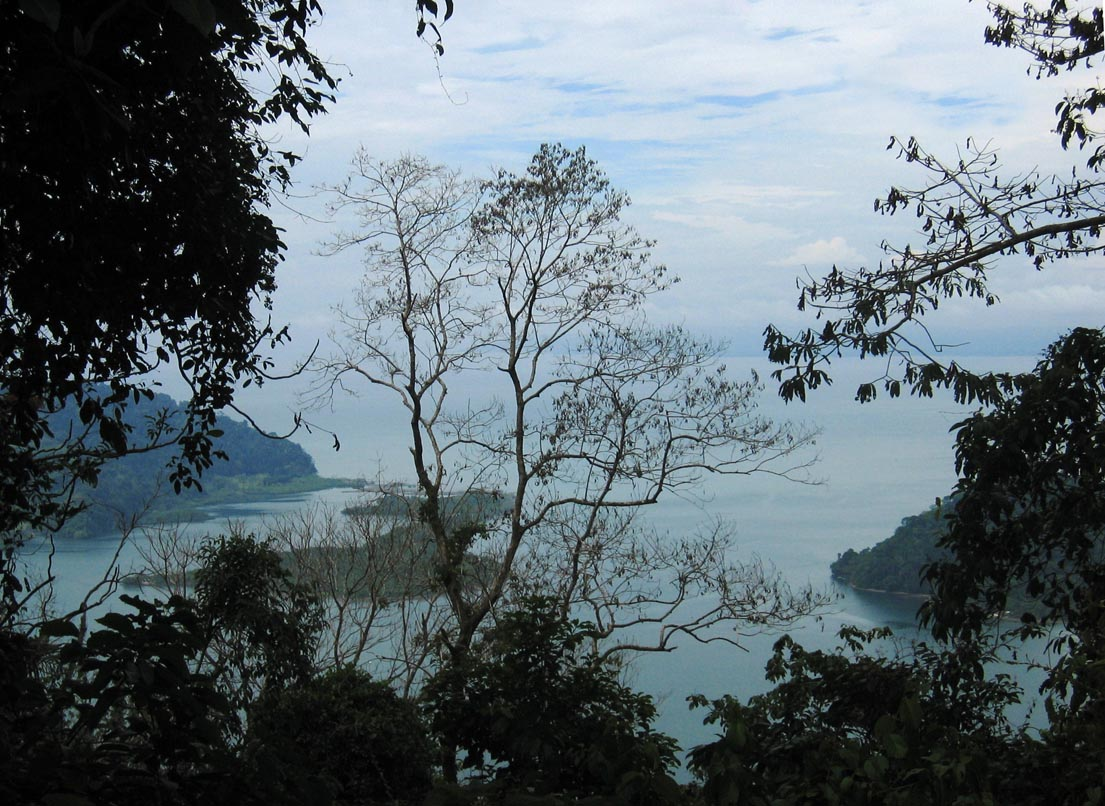
Ansicht der Bucht von Golfito vom Hügel hinter der Stadt aus gesehen. Im Hintergrund sind die Playa Cacao und der Golfo Dulce zu sehen

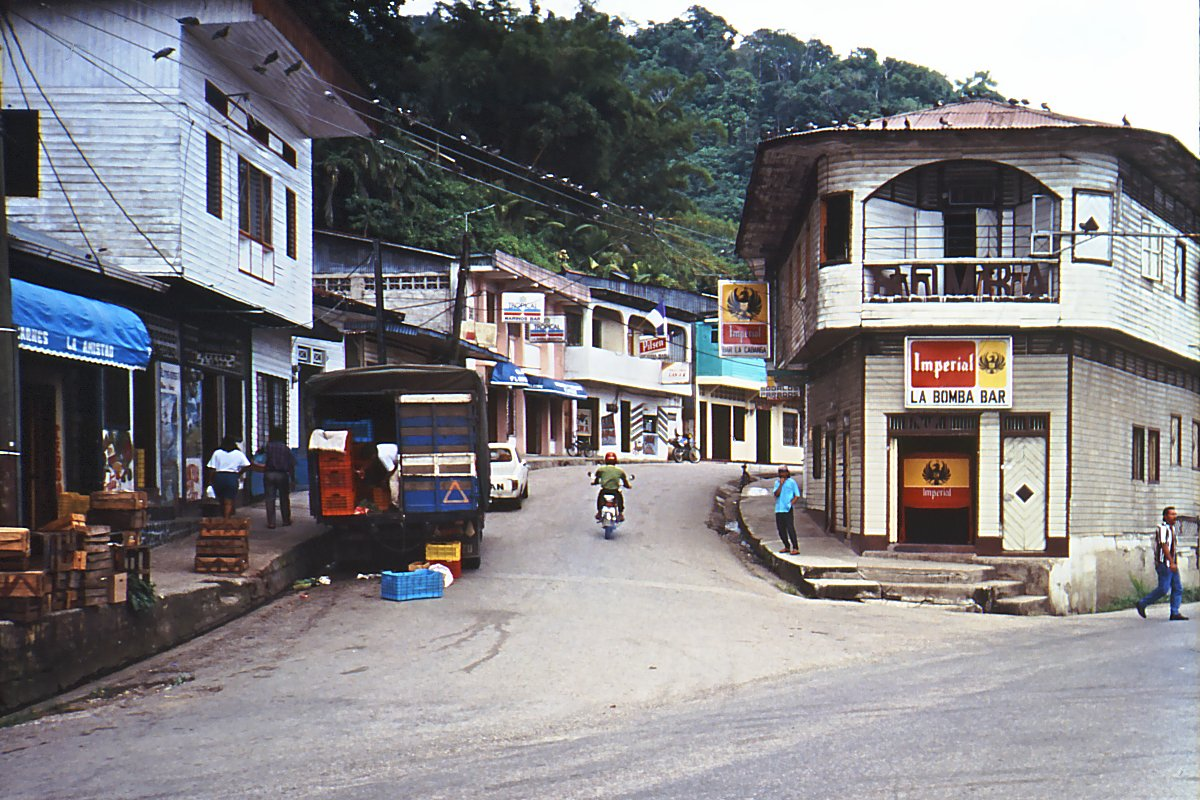
Innenstadt

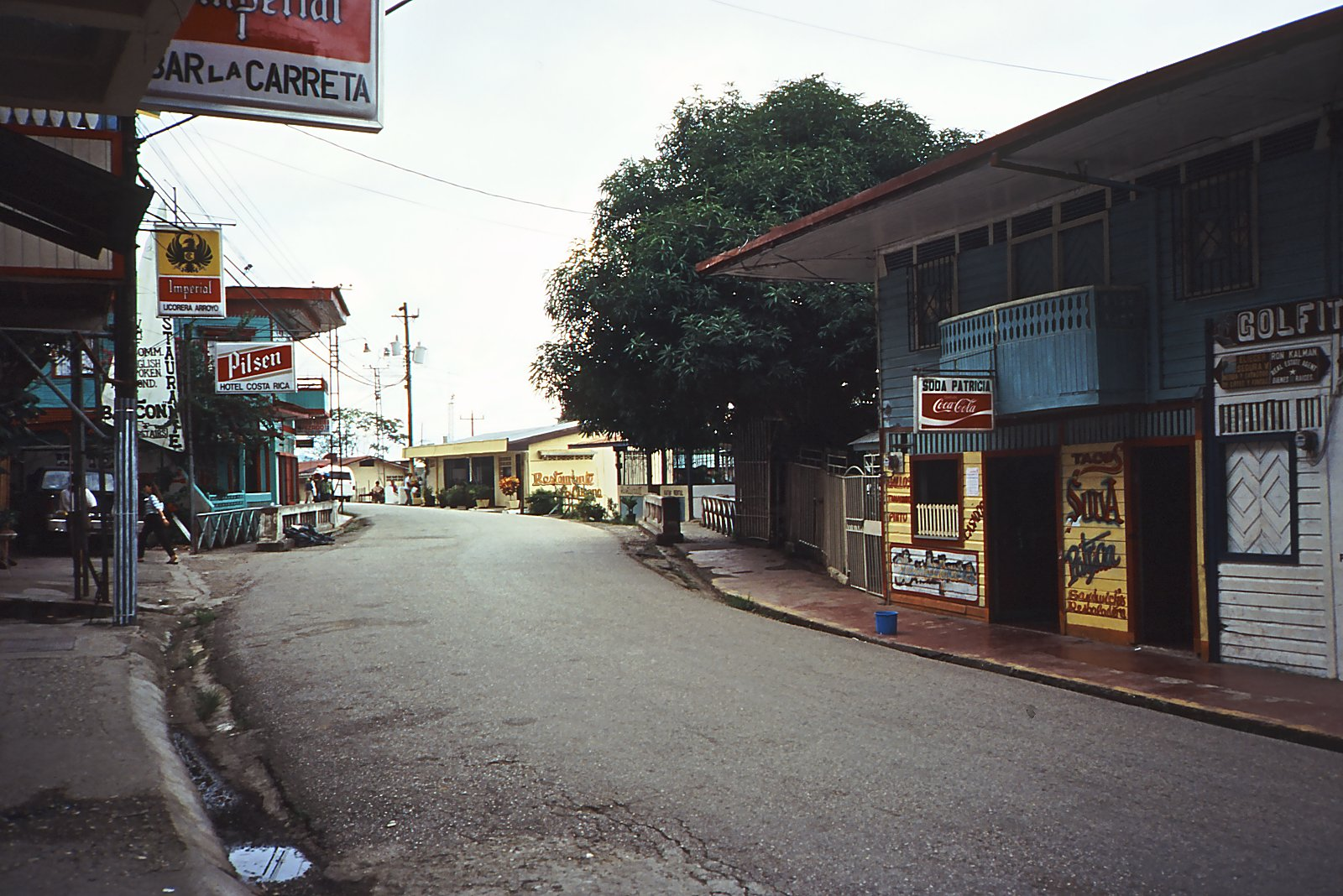
Einkaufsstraße

Die Hafenstadt Golfito (span.: kleine Bucht) liegt in der Provinz Puntarenas an der südlichen Pazifikküste von Costa Rica, nahe der Grenze zu Panama und rund 370 km südöstlich von San José und hat 7598 Einwohner (2011).

## Geografie
Die Stadt liegt auf einem schmalen Landstreifen zwischen der namensgebenden Bucht und einem Hügel in der Bucht von Golfito und im größeren Golfo Dulce. Sie ist durch die Halbinsel Osa vom offenen Pazifik getrennt.
Die Kernstadt besteht aus zwei Teilen, den Wohngebieten in Hafennähe und Downtown, der Innenstadt. Weiter im Norden liegen die Duty-free-Zone und ein Flugplatz. Vom nördlichen Abschnitt, der früher der Hauptsitz der United Fruit Company (heute: Chiquita Brands International) war, führen Wege den Hügel hinauf zum Refugio Nacional de Fauna Silvestre Golfito – dem Wildtierschutzgebiet Golfitos. 
Die meisten der küstennahen Tieflagen sind von immergrünem tropischem Regenwald bewachsen. Mit 381–508 cm Niederschlag ist die Gegend um Golfito eines der feuchtesten Gebiete der Welt.

## Geschichte
Die Stadt wurde in den 1920er Jahren gegründet. In der Mitte des zwanzigsten Jahrhunderts war sie eine Hochburg des Bananenanbaus und hatte deshalb einen der größten Häfen im südlichen Costa Rica. Arbeiterunruhen, rückläufiger Außenhandel, steigende Exportsteuern und schlechte Ernten führten 1985 zur Schließung der United Fruit Company. Versuche, stattdessen afrikanische Palmenölplantagen anzulegen, waren wenig erfolgreich.
Während der 1980er Jahre begann das Wachstum des Tourismus in Golfito. Die Stadt selbst, die Gegend um Playa Cacao wurden Anziehungspunkte für Touristen. In der Duty-free-Zone erworbene Güter können erst am darauffolgenden Tag abgeholt werden, so dass der Käufer zu einer Übernachtung in der Stadt gezwungen ist.

## Wirtschaft und Infrastruktur

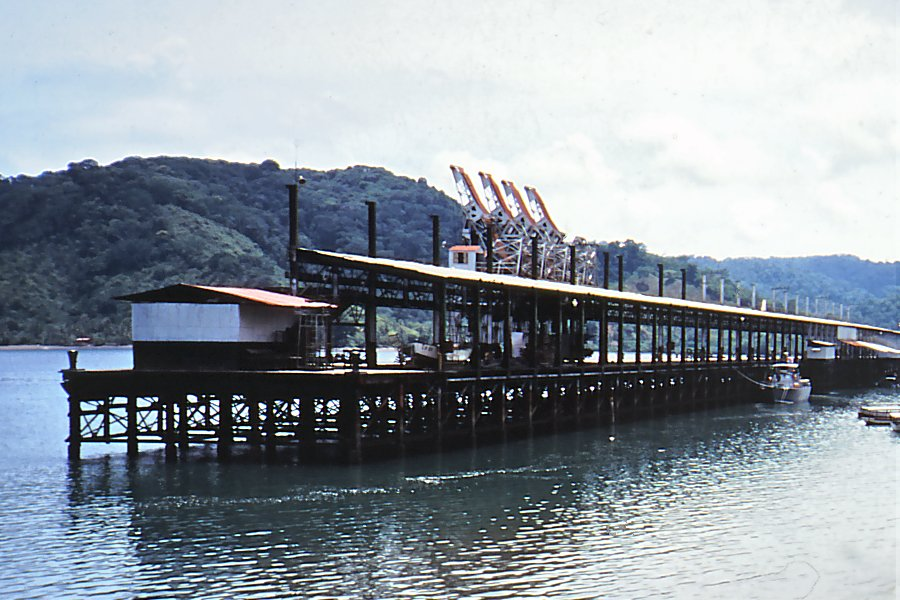
Hafenanlagen in Golfito

Fähren durchqueren den Golfo Dulce von Golfito nach Puerto Jiménez, den Hauptausgangspunkt für Reisen nach Osa und in den Nationalpark Corcovado. 
Ein Großteil des touristischen Angebots konzentriert sich auf Sportfischer. Viele Hotels betreiben eigene Flotten mit Booten für Sportfischer und erfahrenen Kapitänen. Segeln, Bootfahren und Wassersport zählen ebenfalls zum Angebot. Die Strände südlich von Golfito – Zancudo, Pilon und Pavones sind für Surfer geeignet.
Im Süden der Stadt wurde der Film Chico Mendes gedreht.